# يوسف لطيف
يوسف عبد اللطيف (بالإنجليزية: Yusef Abdul Lateef)؛ (9 أكتوبر 1920 - 23 ديسمبر 2013): هو فنان جاز أمريكي، موسيقي، ملحن ومدرس موسيقى ومتحدث باسم الجماعة الأحمدية الإسلامية بعد اعتناقه الإسلام في عام 1950. على الرغم من أن أدواته الرئيسية هي الساكسفون والفلوت ، إلى أنه معروف عنه مزجه المبتكر لموسيقى الجاز مع الموسيقى شرقية ، فاز بجائزة غرامي عام 1987 عن عمله الموسيقي «ليتل سيمفوني».

## تكريمات
نال يوسف لطيف شهادة دكتوراة فخرية في التعليم من جامعة ماساشوسيتس، وحصل على جائزة الموهبة الوطنية في الفنون عام 2010.

## وفاته
توفي يوم الإثنين الموافق 23 ديسمبر 2013، بعد معاناته مع مرض سرطان البروستات.

## وصلات خارجية
- يوسف لطيف على موقع IMDb (الإنجليزية)
- يوسف لطيف على موقع ميوزك برينز (الإنجليزية)
- يوسف لطيف على موقع أول ميوزيك (الإنجليزية)
- يوسف لطيف على موقع ديسكوغز (الإنجليزية)
- يوسف لطيف على موقع كينوبويسك (الروسية)

- موقع ويب الرسمي ليوسف لطيف.
- Billboard Discography - ألبومات يوسف كمال